# Albert Masnata
Albert Masnata (* 16. März 1900 in Odessa; † 30. September 1983 in Pully) war ein Schweizer Wirtschaftswissenschaftler.

## Biografie
Seine Eltern waren der Bankangestellte Paul Charles Henri und Isabelle geb. Leoncini. Die Familie war 1848 aus Genua eingewandert. Er studierte Wirtschaftswissenschaften an der Universität Lausanne, erwarb 1920 das Lizenziat und promovierte 1924. 1933 promovierte er in Sozial- und Politikwissenschaft. Er heiratete Irène, die Tochter von Charles Krafft. 
Als Spezialist für Preispolitik und internationalen Handel sowie Wirtschaftssysteme war er an der Universität Lausanne von 1937 bis 1966 Privatdozent und danach Lehrbeauftragter. 
Von 1927 bis 1966 war er Direktor der Lausanner Filiale der Schweizerischen Zentrale für Handelsförderung. 1967 war er Berater am International Trade Center der Konferenz der Vereinten Nationen für Handel und Entwicklung (UNCTAD) und des GATT. 1928 war er Präsident der Fédération romande de publicité und Gründungsmitglied des Verbandes Schweizerischer Werbegesellschaften und 1938–41 Präsident der Schweizerischen Filmkammer. Von 1937 bis 1941 gehörte er als Abgeordneter der Liberalen dem Grossen Rat des Kantons Waadt an. 1979 wurde er zu Offizier der Ehrenlegion ernannt.

## Werke (Auswahl)
- L'émigration des industries suisses. G. Vaney-Burnier, Lausanne 1924. (Diss. Univ. Lausanne). (Etudes économiques, commerciales et financières; 6).
- Die Organisation der Absatzförderung, ein Wirtschaftsproblem von nationaler Bedeutung. Ins Deutsche übertragen nach einem Artikel in der Zeitschrift für schweizerische Statistik und Volkswirtschaft, Heft 4, 1926. Schweizerische Zentralstelle für das Ausstellungswesen: Schweizer Nachweisbureau für Bezug & Absatz von Waren, Zürich 1927.
- La lutte des nationalités et le fédéralisme. Essai de sociologie et de droit public. Payot, Lausanne 1933. (Thèse Sc. sociales Lausanne).
- Les échanges internationaux au 20e siècle. Introduction à la connaissance des structures, institutions et problèmes généraux. Ed. Générales, Genève 1961.
- Planification collectiviste et économie de marché confrontées. Une économie concurrentielle socialement ordonnée? Editions de la Baconnière, Neuchâtel 1976. (Deutsche Übers. von Peter Frey und Charles E. Ritterband: Kollektivistische Planwirtschaft und Marktwirtschaft im Vergleich. Wettbewerb sozial geordnet. Rüegger, Diessenhofen 1979, ISBN 978-3-7253-0078-5).